# Onthophagus suturellus
Onthophagus suturellus là một loài bọ cánh cứng trong họ Bọ hung (Scarabaeidae).